# Ana de Armas
Ana Celia de Armas Caso (Santa Cruz del Norte, 30 april 1988) is een Cubaanse actrice. Ze werd in 2019 genomineerd voor een Golden Globe voor haar rol als Marta Cabrera in de misdaadkomedie Knives Out.

## Biografie
De Armas werd geboren in Santa Cruz del Norte en groeide op in de Cubaanse hoofdstad Havana. Haar grootouders zijn afkomstig uit Spanje. Op twaalfjarige leeftijd besloot ze actrice te worden, waarna ze zich aansloot bij de Nationale Theaterschool van Cuba.
In 2006 maakte ze haar filmdebuut in Una rosa de Francia. Twee jaar later verhuisde ze naar Spanje, waar ze een rol in de televisieserie El Internado wist te bemachtigen. In 2014 verhuisde De Armas naar Los Angeles. Vanaf dat moment kreeg ze ook rollen in Hollywoodproducties. Zo werkte ze met Keanu Reeves samen aan de thrillers Knock Knock (2015, haar eerste Engelstalige rol) en Exposed (2016). Daarnaast was ze in 2016 ook te zien in de boksfilm Hands of Stone en de misdaadkomedie War Dogs.
De Armas trouwde in 2011 met de Spaanse acteur Marc Clotet. Twee jaar later kwam er een eind aan hun huwelijk.

## Filmografie

### Film
- Una rosa de Francia (2006)
- Madrigal (2007)
- Mentiras y Gordas (2009)
- El Callejón (2011)
- Faraday (2013)
- Por un puñado de besos (2014)
- Knock Knock (2015)
- Anabel (2015)
- Exposed (2016)
- Hands of Stone (2016)
- War Dogs (2016)
- Overdrive (2017)
- Blade Runner 2049 (2017)
- Knives Out (2019)
- Wasp Network (2019)
- The Informer (2019)
- The Night Clerk (2019)
- Sergio (2020)
- No Time to Die (2021)
- Deep Water (2022)
- The Gray Man (2022)
- Blonde (2022)
- Ghosted (2023)
- Eden (2024)
- Ballerina (2025)

### Televisie
- El edén perdido (2007)
- El Internado (2007–2010)
- Revelados (2008)
- Hispania, la leyenda (2010–2012)
- Actrices (2011)